# Uteroglobine
Uteroglobine is een klein eiwit, dat wordt gevormd onder invloed van progesteron en andere stoffen met progestagene werking. Het eiwit wordt onder andere geproduceerd in het endometrium van het konijn. De hoeveelheid uteroglobine, die wordt gevormd na toediening van een stof aan een konijn is een maat voor de progestatieve werking van die stof.